# Набережна Бранлі
Набережна Бранлі (фр. Quai Branly) — вулиця і набережна вздовж лівого берега Сени в VII і XV окргах Парижа. Названа на честь Едуара Бранлі (1844—1940), французького винахідника і медика.

## Історія
Місцевість між Домом Інвалідів та Марсовим полем раніше була островом, який в кінці XVIII – на початку XIX століття інтегрували з лівим берегом Сени.
15 липня 1918 року, під час Першої світової війни, снаряд, випущений з Великої Берти розірвався на тій частині набережної д'Орсе, яка сьогодні стала набережною Бранлі (на рівні вулиці Федерації)..
Набережна Бранлі одержала своє ім'я 30 січня 1941 року за указом міської влади, підпорядкованої режиму Віші. Після звільнення Парижа це рішення не переглядали.
Вибір назви є натяком на історичні події, адже набережна розташована поряд з Ейфелевою вежею, яка на початку XX століття використовувалася як антена для передачі сигналів часу на кораблі в північній частині Атлантичного океану. Технічну можливість використання Ейфелевої вежі з такою метою забезпечив саме Едуар Бранлі.

## Історичні споруди
- Неподалік від мосту Бір-Акем споруджено монумент на честь Першої французької вільної дивізії з бронзовим бюстом генерала Дієго Броссе (1955)[3].
- Палац Альма, будинок № 11, резиденція республіки та колишній осідок Вищої ради магістратури (Conseil supérieur de la magistrature, CSM).
- Музей на набережній Бранлі, № 37, музей мистецтва та цивілізації країн Африки, Азії, Океанії та Америки. Музей займає колишні приміщення міністерства зовнішньої торгівлі.
- Ейфелева вежа, на Марсовому полі, на рівні мосту Єни.
- Дім японської культури в Парижі, № 101 bis.
- Національний меморіал учасників війни в Алжирі та боїв у Марокко й Тунісі.